# Ustawa o kształtowaniu ustroju rolnego
Ustawa o kształtowaniu ustroju rolnego – nazwa polskich ustaw uchwalonych przez Sejm, określających zasady kształtowania ustroju rolnego państwa.

## Ustawa z dnia 11 kwietnia 2003 r.

### Treść ustawy z dnia 11 kwietnia 2003 r. o kształtowaniu ustroju rolnego
Głównymi celami ustawy było:
1. poprawę struktury obszarowej gospodarstw rolnych
2. przeciwdziałanie nadmiernej koncentracji nieruchomości rolnych
3. zapewnienie prowadzenia działalności rolniczej w gospodarstwach rolnych przez osoby o odpowiednich kwalifikacjach.

Żeby nabyć nieruchomość rolną (z wyłączeniem stosowania przepisów ustawy do nieruchomości rolnych, w których powierzchnia użytków rolnych jest mniejsza niż 0,3 ha) według ustawy trzeba spełniać niektóre warunki. Do nich zalicza się:
1. bycie rolnikiem indywidualnym (tzn. osoba fizyczna, która jest właścicielem, użytkownikiem wieczystym, samoistnym posiadaczem lub dzierżawcą nieruchomości rolnych, których łączna powierzchnia użytków rolnych nie przekracza 300 ha, posiadającą kwalifikacje rolnicze oraz co najmniej od 5 lat zamieszkałą w gminie, na obszarze której jest położona jedna z nieruchomości rolnych wchodzących w skład gospodarstwa rolnego i prowadzącą przez ten okres osobiście to gospodarstwo.)
2. warunek obszarowy (żeby nabyte nieruchomości nie przekraczali powierzchni w 300 ha użytków rolnych)
3. nabycie nieruchomości przez inne podmioty może nastąpić za zgodą Dyrektora Generalnego KOWR wyrażonej w drodze decyzji administracyjnej wydanej na wniosek.

Obowiązki nabywcy nieruchomości rolnej:
1. Nabywca nieruchomości rolnej jest obowiązany prowadzić gospodarstwo rolne, w skład którego weszła nabyta nieruchomość rolna, przez okres co najmniej 10 lat (nabyta nieruchomość nie może być zbyta ani oddana w posiadanie innym podmiotom w tym okresie, chyba że zbycie jest potrzebne z „przyczyn losowych”) od dnia nabycia przez niego tej nieruchomości, a w przypadku osoby fizycznej prowadzić to gospodarstwo osobiście.

Prawo pierwokupu nieruchomości rolnej przysługuje:
1. dzierżawcy który zawarł umowę w formie pisemnej z datą pewną oraz umowa była wykonywana przez okres 3 lat licząc od tej daty, nieruchomość musi wchodzić w skład gospodarstwa rodzinnego dzierżawcy (Jeżeli właściciel sprzedaje nieruchomość to powinien zawiadomić dzierżawce o zamiarze sprzedania. Jeżeli brak dzierżawcy prawo pierwokupu przysługuje KOWR.)
2. KOWR działającemu w imieniu Skarbu Państwa.

Prawo pierwokupu KOWR wyłączone zostaje. jeżeli:
1. nabywcą nieruchomości jest: jednostka samorządu terytorialnego, Skarb Państwa, osoba bliska zbywcy
2. nabycie nieruchomości następuje za zgodą dyrektora generalnego KOWR
3. sprzedaż występuje między tymi samymi osobami prawnymi jednego związku wyznaniowego lub kościoła (osoby prawne działające na podstawie przepisów o stosunku Państwa do Kościoła Katolickiego w Rzeczypospolitej Polskiej, o stosunku Państwa do innych kościołów i związków wyznaniowych oraz o gwarancjach wolności sumienia i wyznania)
4. powiększenie gospodarstwa rodzinnego, jednak do powierzchni nie większej niż 300 ha przeliczeniowych, a nabywana nieruchomość rolna jest położona w gminie, w której ma miejsce zamieszkania nabywca, lub w gminie graniczącej z tą gminą.

#### Prawo KOWR do nabycia nieruchomości rolnej
Z chwilą wejścia w życie ustawy o kształtowaniu ustroju rolnego zostało wprowadzono także prawo nabycia nieruchomości rolnej przez KOWR obejmujące uprawnienia KOWR do złożenia oświadczenia woli o nabyciu prawa własności nieruchomości rolnej za zapłatą równowartości pieniężnej odpowiadającej jej wartości rynkowej.
Prawo nabycia przysługuje, jeżeli nabycie nieruchomości rolnej następuje w wyniku:
1. zawarcia umowy innej niż umowa sprzedaży.
2. jednostronna czynność prawna
3. orzeczenia sądu, organu administracji publicznej albo orzeczenia sądu lub organu egzekucyjnego wydanego na podstawie przepisów o postępowaniu egzekucyjnym
4. zasiedzenia nieruchomości rolnej, dziedziczenia oraz zapisu windykacyjnego, którego przedmiotem jest nieruchomość rolna lub gospodarstwo rolne
5. podziału, przekształcenia bądź łączenia spółek handlowych.

Wtedy KOWR może złożyć oświadczenia woli o nabyciu nieruchomości rolnej za zapłatą równowartości pieniężnej odpowiadającej jej wartości rynkowej.
Prawo KOWR nabycia nieruchomości rolnej jest wyłączone, jeżeli:
1. w wyniku przeniesienia własności nieruchomości rolnej następuje powiększenie gospodarstwa rodzinnego, jednak do powierzchni nie większej niż 300ha przeliczeniowych.
2. nabycie jest za zgodą Dyrektora Generalnego KOWR
3. nabycie przez osoby bliskie zbywcy
4. nabycie w wyniku dziedziczenia ustawowego albo dziedziczenia przez rolnika indywidualnego
5. nabycie przez rolnika indywidualnego w wyniku zapisu windykacyjnego
6. przeniesienia własności nieruchomości następuje według umowy z następcą
7. przeniesienie własności nieruchomości rolnej następuje między osobami prawnymi tego samego kościoła lub związku wyznaniowego.

### Nowelizacje
Ustawę znowelizowano 28 razy. Ostatnia zmiana weszła w życie w 2025 roku.
W restrykcyjnym kształcie, obowiązującym od 30 kwietnia 2016 r., mimo wielokrotnych nowelizacji, jej założenia, określone w 2016 r. pozostają praktycznie bez zmian. Nowelizacja, która weszła w życie 5 października 2023 r., wprowadziła jedynie drobne zmiany. 

## Ustawa z dnia 5 sierpnia 2015 r.
Ustawa, z licznymi błędami legislacyjnymi miała wejść w życie 1 maja 2016 r. i uchylić poprzednią ustawę z 11 kwietnia 2003 r. Do tego jednak nie doszło w związku z wejściem w życie 30 kwietnia 2016 r. ustawy z dnia 14 kwietnia 2016 r. o wstrzymaniu sprzedaży nieruchomości Zasobu Własności Rolnej Skarbu Państwa oraz o zmianie niektórych ustaw (Dz.U. z 2016 r. poz. 585), ograniczającej obrót ziemią rolną prywatną i państwową,  prowadząc do paraliżu obrotu ziemią i zahamowania rozwoju gospodarczego, analogicznie do prawa z grudnia 1865 r., zakazującego "osobom pochodzenia polskiego" kupowania ziemi w Kraju Północno-Zachodnim (Białoruś i Litwa) po powstaniu styczniowym.